# Ankazomiriotra
Ankazomiriotra is een plaats en commune in het centrum van Madagaskar, behorend tot het district Betafo, dat gelegen is in de regio Vakinankaratra. Tijdens een volkstelling in 2001 telde de plaats 34.118 inwoners.
De plaats biedt naast lager onderwijs ook middelbaar onderwijs aan. 75 % van de bevolking werkt als landbouwer en 25 % houdt zich bezig met veeteelt. Het belangrijkste landbouwproduct is rijst; andere belangrijke producten zijn mais en maniok.